# اچ‌ام‌اس ودپکر (یو۰۸)
اچ‌ام‌اس ودپکر (یو۰۸) (به انگلیسی: HMS Woodpecker (U08)) یک زیردریایی بود که طول آن ۲۹۹ فوت ۶ اینچ (۹۱٫۲۹ متر) بود. این زیردریایی در سال ۱۹۴۲ ساخته شد.